# Le Barroux
Le Barroux je francouzská obec v departementu Vaucluse, v regionu Provence-Alpes-Côte d'Azur.

## Geografie
Obec leží 10 kilometrů od Carpentrasu, protéká jí říčka Le Brégoux.

## Památky
- hrad Le Barroux
- Opatství Sainte-Madeleine du Barroux
- klášter Notre-Dame-de-l'Annonciation du Barroux

## Vývoj počtu obyvatel
Počet obyvatel

## Ekonomika
Pěstují se zde olivy a meruňky. Oblast spadá pod vinařskou apelaci Ventoux (AOC).

## Pertnerské obce
- Much Marcle